# Новозаславський замок
Новозаславський замок — архітектурний комплекс другої половини 16 — початку 18 століть, розташований в осерді Нового Заслава, на мисі при впадінні річки Понори до річки Горині. Зразок резиденційної архітектури князів Заславських.

## Історія і архітектура
Виник у зв'язку з закладенням князями Янушем та Михайлом Заславськими міста Нового Заслава, що вперше згадується 1579 року:
| Место Староє Жаславскоє парканом добре обваровано и ровомъ окопано, а Новое место так не ест опатрено, прото мещане и подданые, Старому месту подлеглые, половицу оного плацу од речкы Поноры парканом заробит и ров окопат, яко налепей и наслушней быт може в року прийшлом осмдесятом. |
Наступна згадка про Новий Заслав датується 1581 роком. А вже 1583 родове місто Заславських було офіційно «клоновано».
| Иж они [Януш та Михайло Заславські] на власном кгрунте своем Старом Жаславли по другой стороне места Старого Жаславля место Новое Жаславль ку пожитку своему осадити хочуть, якожь и осажовати почали, - |
йдеться у привілеї, яким Новому Заславу надавалося маґдебурзьке право, щотижневий торг та право мати корчми.
Найстаріший опис Новозаславського замку з 1637 року, як і наступні 1645 і 1700 років свідчать про неоднорідність його забудови в різні періоди історії.
В 1637 році замок складався з мурованої в'їзної брами, палацу на одинадцять покоїв і шести кімнат з вікнами, оправленими в олово з венеційськими шибами. У палаці була також каплиця з захристям, дзвоном і садком, по колу обмурованим, скабничка, пивниці і кухонні приміщення. Довкола палацу розташовувалася бастіонна система земляних валів і веж, цойґгавзи, допоміжні приміщення. «Від поля» замок був захищений муром.
У Новозаславському замку 6 липня 1627 року, в покоях князя Олександра Заславського, у присутності Митрополита Київського Йосифа Веляміна Рутського, православний архієпископ Мелетій Смотрицький оголосив про своє таємне навернення до унії.

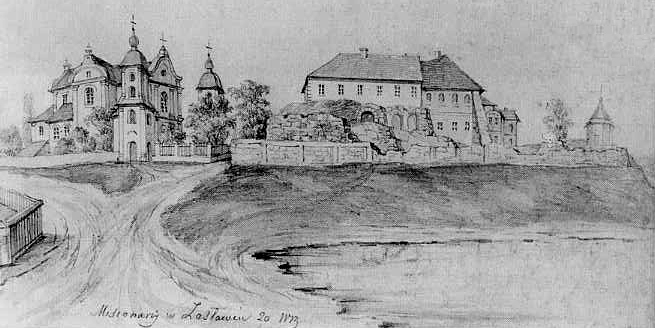
Наполеон Орда. Костел Святого Йосипа і Новозаславський замок. 1872 рік

Інвентар з 1645 року подає допіру опис великого дерев'яного будинку, що розташовувався в Новозаславському замку і передавався на три роки в оренду якомусь Ґлоговському.
Наступний інвентар з 1700 подає вже більш розлогий опис замкового ансамблю, що зазнав суттєвих ушкоджень під час козацької ребелії під проводом гетьмана Богдана Хмельницького.
| …після бунтів козацьких і революції воєнної спустошення князівства заславського було настільки великим, що місто Заслав направду пусткою без уряду і догляду після тих подій лишилося[a] |
В'їзд до палацу був від міста через міст брукований, велику муровану вежу-браму, що вже не мала накриття, через «ворота двоїсті на гаках і завісах залізних у мурі з запертям дерев'яним від замку з склепінням мурованим». На замку стояли два палаци, поєднані між собою. Другий мав колись «покої, кабінети, залі, альтани, ґанки на горі і здолу». Центральну частину палацу займала кругла вежа-стовп «покій особливий князівський», над дверима якої містилася іскрипція з датою 1610 і латинським висловлюванням «прийшов, побачив, змовчав» (лат. veni, vidi, exi tace). Крім того, на замковому подвір'ї знаходився мурований костьолик в занедбаному стані.
З трьох сторін замок був оточений оборонною системою земляних валів, частково обмурованих, мав дві муровані вежі зі стрільницями і бастіон. З четвертої сторони був захищений лише дерев'яним частоколом. З арсеналу в замку лишалося три гармати, дві з яких, судячи з опису, вже не були дієздатними.
Власники на той час у замку не мешкали. Приміщення замку, як і подвір'я, що були
| …гноєм від худоби і людей різних із сіл і різних волюнтаристів свавільних із шляхти [що] з респекту ніби притулок там собі набудували невідомо за чиїм дозволом |
наказувалося самовільним господарям очистити, а замковій зверхності докласти зусиль, щоб це сталося напевно.

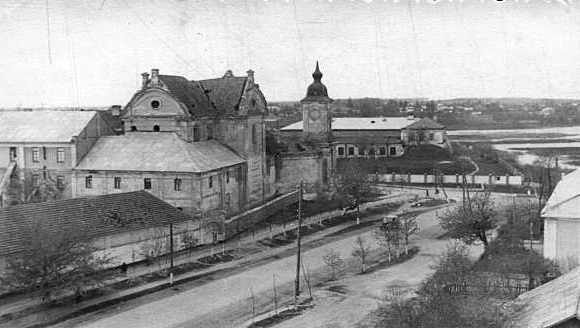
Костел Святого Йосипа і Новозаславський замок. 1960-ті роки

В 1720-30 роках здійснено реконструкцію замку, власником якого на той час був Павло Карл Санґушко. Керував роботами заславський губернатор Анджей Ґоський і варшавський майстер Войцех Стшалковський, а виконували ремісники з Любартова і Варшави. Остаточно роботи завершено в 1745 році. Під час реконструкції відновлено покій і окремий кабінет княжни, покій князівни, канцелярію і кабінет князя, велику репрезентаційну залу і малу скарбничку. Відремонтовано палацову каплицю. Вівтар для каплиці з різьбленням Христа виконав Ґжеґож Ждановський. Інтер'єр прикрашено картинами на релігійну тематику, невеличкими образками, вотивами, молитовними текстами і культовими предметами. Залі обставлено оздобленими різьбленими гербами меблями, розмаїтими столами, столиками, кріслами оббитими червоною шкірою, шафами і великою кількістю порцеляни і золотарських виробів. Канцелярію прикрашено кармазиновим адамашком, шістьмома білими світильниками і двома великими дзеркалами. Залу репрезентаційну прикрашено мальованим оббиттям, крісла у ній обтягнуті шкірою в червоні і золоті кольори..
На початку 1730-х років до заславської придворної капели належав видатний німецький композитор доби пізнього бароко Крістоф Шафрат.
В грудні 1746 року в Новозаславському замку перебував польський король Авґуст III Фрідріх.

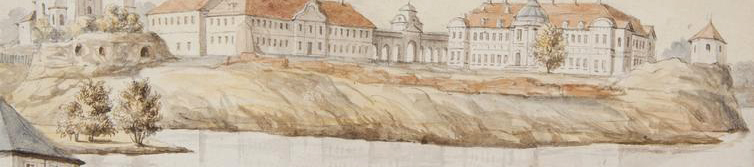
Наполеон Орда. Руїни Новозаславського замку з-над річки Понори. 1872 рік

У 1750-х на новозаславському дворі Санґушків неодноразово перебував Павло Ґіжицький, відомий волинський архітектор.
Новозаславський замок став частиною нового архітектурного комплексу після побудови у 1754–1770 роках палацу князів Санґушків.

## Галерея

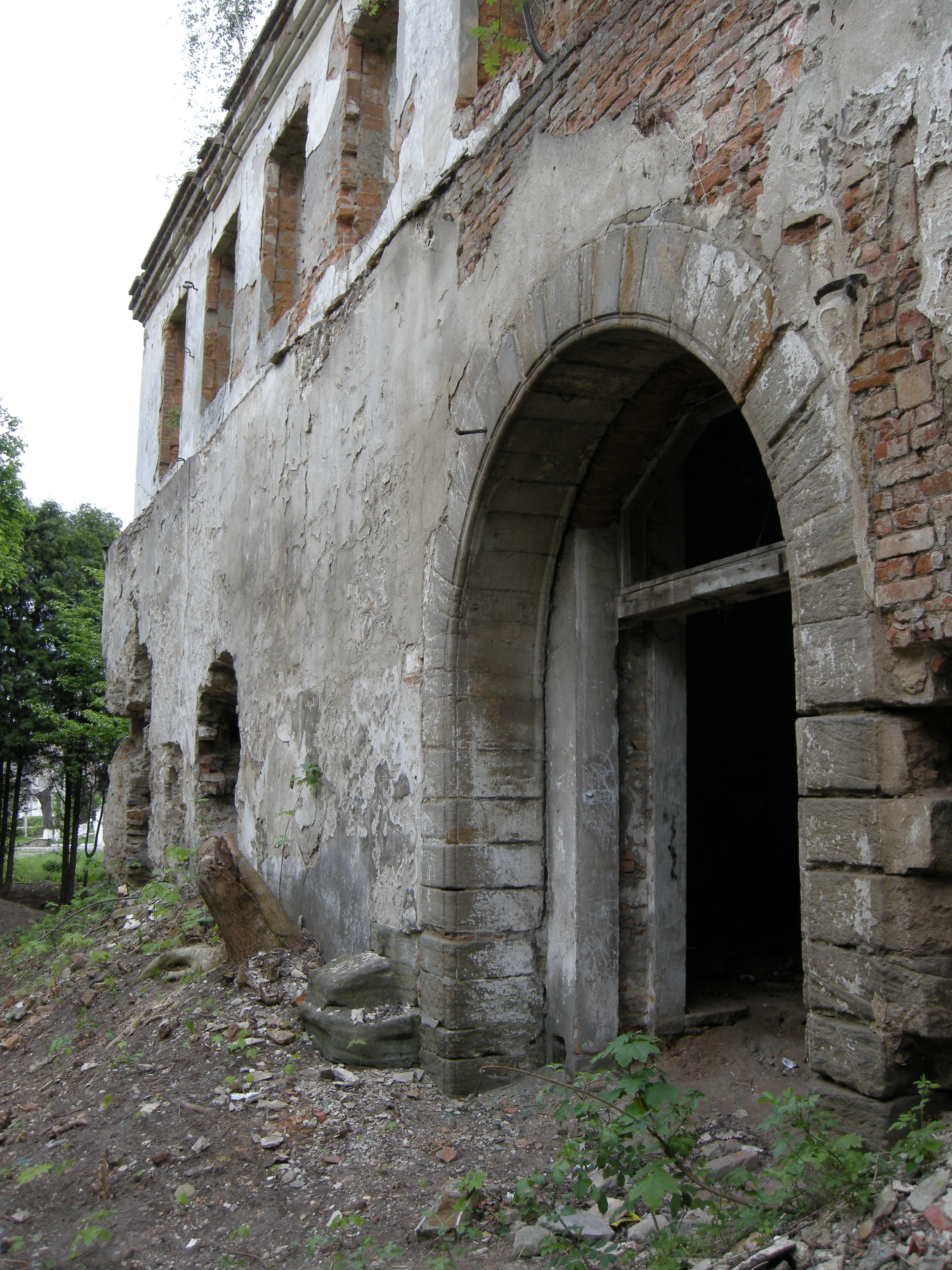
Кам'яний портал в минулому був частиною замкового інтер'єру.
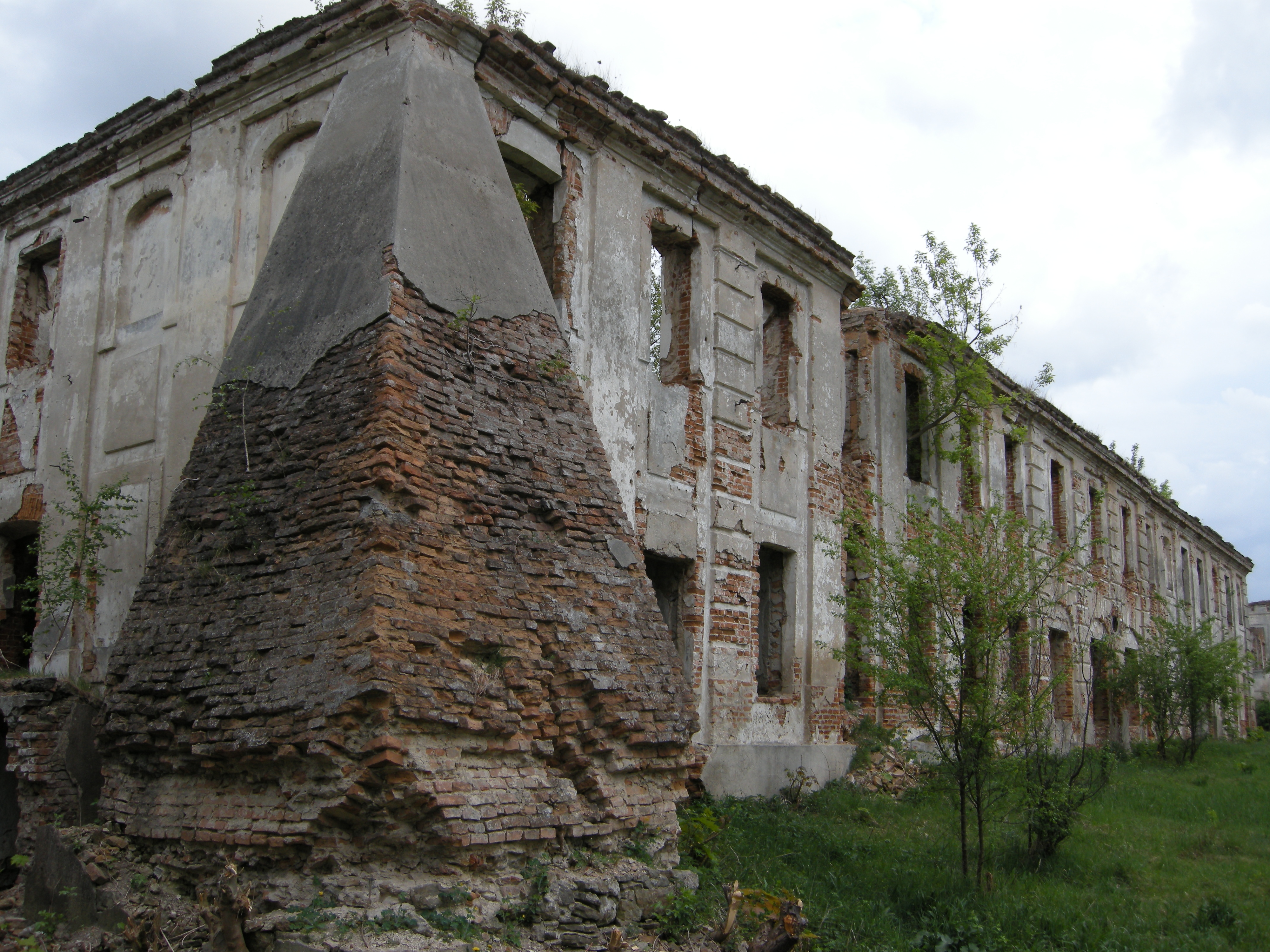
Північно-західний ріг палацу князів Заславських.
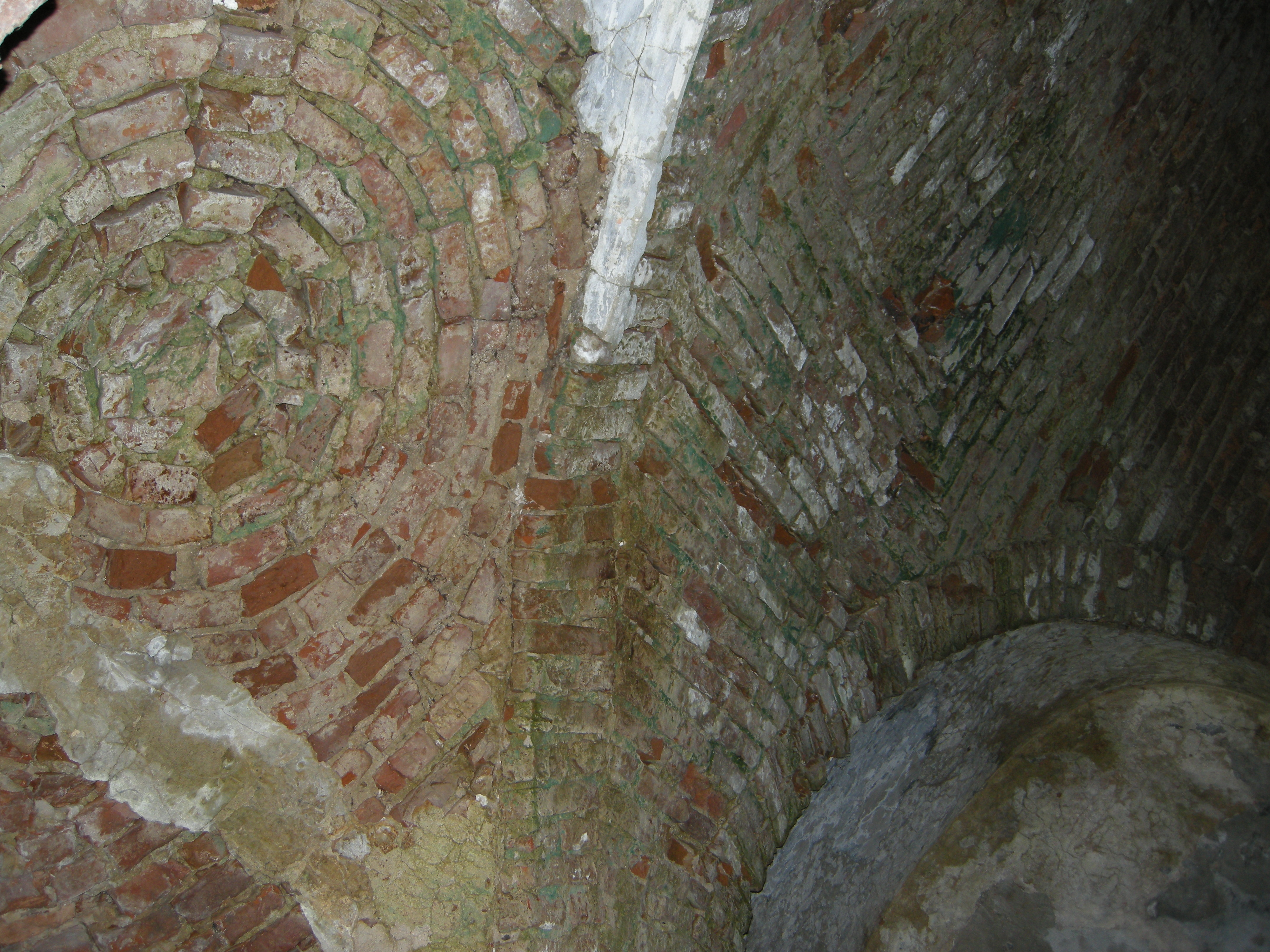
Зразок цегляної кладки склепіння.
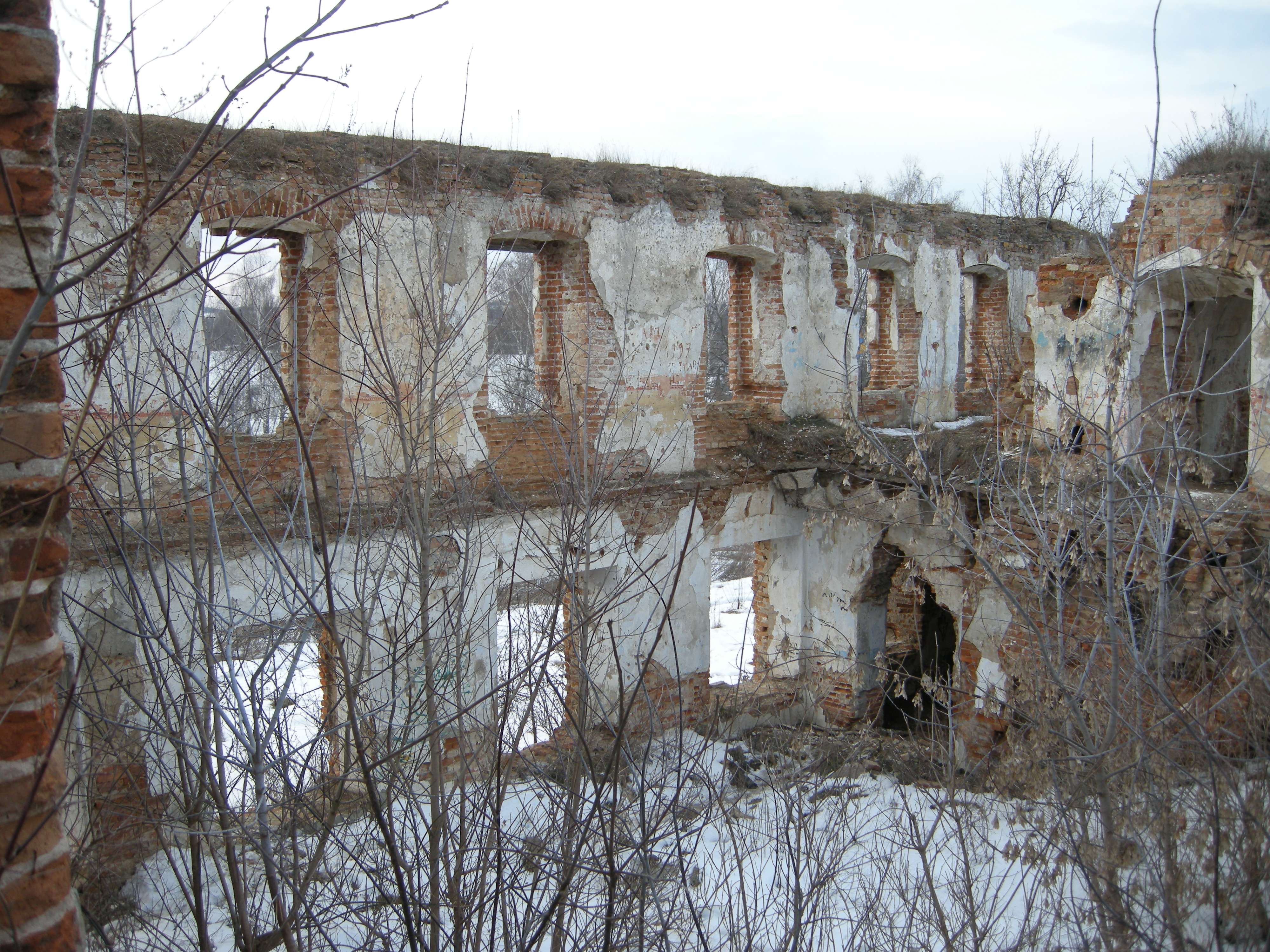
Сучасний стан інтер'єру палацу князів Заславських.

## Зауваги
1. ↑  Згадували ще в 18 столітті. Цит. за: Skrabski Jόzef. Paolo Fontana. Nadworny architekt Sanguszkόw. — Tarnόw, 2007. — S. 83. — ISBN 978-83-85988-77-9. (пол.)
2. ↑  Імовірно збудована після повернення князя Олександра Янушовича Заславського з освітньої мандрівки (1605 рік). Див. цікаву формулу змалювання цього (?) покою в листі князя Олександра Заславського, де він просить якогось Валентина Мочиґембу збудувати йому кам'яничку 0,5×4 м, де остання з кімнат являла б собою круглу башту, обгороджену мерлонами, щоб звідти не вилітали «закуті» там «душки». Див.: Наталя Яковенко. Жарти зі смертю (пародійна мініатюра князя Олександра Заславського на тлі його конфесійної ідентичності) Зчитано 29-11-2010. А також слушні зауваження Володимира Александровича: Александрович В. Мистецькі клопоти князя Олександра Заславського // Український археографічний щорічник. — Вип. 15. — Т. 18. — Київ, 2010. — C. 176–177.
3. ↑  Зокрема гармата «Богдан» з 1581 року і гармата з гербом князя Януша Острозького з 1608 року.
4. ↑  Відновлення замкової каплиці схвалив папа римський Бенедикт XIV.

## Мережні ресурси
- Замки України: Новозаславський замок. 2023
- Наталя Яковенко. Жарти зі смертю (пародійна мініатюра князя Олександра Заславського на тлі його конфесійної ідентичності)
- Володимир Александрович. Інвентарі замків у Старому й Новому Заславі з XVII століття [Архівовано 29 листопада 2014 у Wayback Machine.]
- Юзеф Скрабський. Заслав як мистецький осередок XVII—XVIII сторіч [Архівовано 20 листопада 2008 у Wayback Machine.] (пол.)
- Олексій Збруцький. Оборонна система палацового комплексу князів Санґушків у місті Заславі. Північно-західний бастіон [Архівовано 20 листопада 2008 у Wayback Machine.]